# 朝日自動車

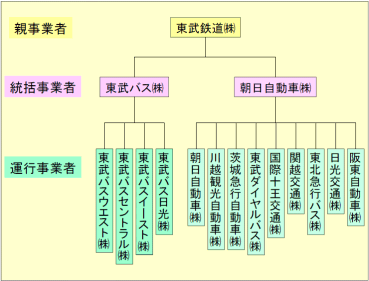
東武鉄道グループのバス事業者（東武ダイヤルバスは2008年に日光交通に統合、東武バスイーストは2021年に東武バスセントラルに統合）

朝日自動車株式会社（あさひじどうしゃ、英: ASAHI Motor Corporation）は、埼玉県・茨城県などでタクシーおよび路線バス事業を営む会社。東武グループに属し、東武鉄道の連結子会社であるとともに、現在では東武グループのバス・タクシー事業者による朝日自動車グループをまとめる統括事業者に位置づけられている。タクシーは埼玉県などの東武鉄道沿線、路線バスは主に埼玉県東部の東武伊勢崎線・日光線沿線を中心とした地域で事業展開する。
埼玉県より「武力攻撃事態等における国民の保護のための措置に関する法律（国民保護法）」に基づく指定地方公共機関にバス事業者として指定されている。

## 沿革

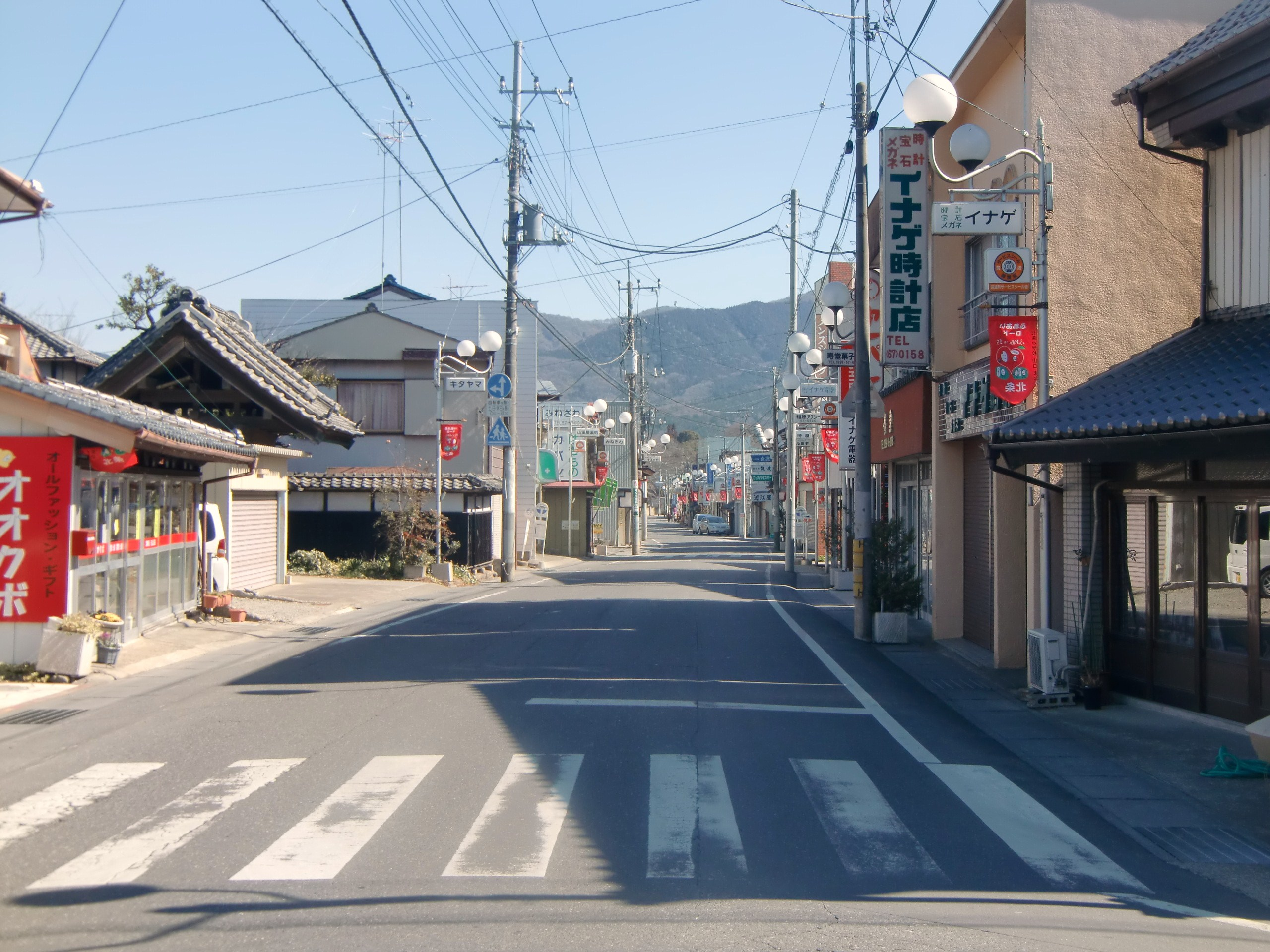
創業路線のあった北条。昔の面影を色濃く残す（2012年撮影）。

- 1941年（昭和16年）1月11日 - 茨城県土浦市にて創業（アサヒ自動車）、乗合・乗用旅客事業を営業。
  - 当時の運行路線は、土浦駅を起点に3路線あった。
    - 北条（筑波郡北条町〈現・つくば市〉）
    - 阿見坂下（稲敷郡阿見村〈現・阿見町〉）
    - 荒川沖（稲敷郡朝日村〈現・土浦市〉）
- 1944年（昭和19年） - 太平洋戦争下の陸運統制令により、乗合部門を常総鉄道（現在の関東鉄道）に統合。残った乗用部門は埼玉県へ移転。
- 1949年（昭和24年） - 貸切事業開始。
- 1954年（昭和29年） - 東武鉄道駅構内のタクシー事業を一部譲受。
- 1993年（平成5年） - 茨城県猿島郡五霞村（現・五霞町）より、幸手駅 - 五霞間の廃止代替バスを受託。
  - この時点では、貸切免許（いわゆる21条バス）であった。東武バス境営業所（茨城県）の移転により余剰となった旧車庫を利用。
- 1994年（平成6年） - 東武鉄道から一部路線（古河駅西口 - 境車庫）の移管を受け、乗合免許によるバス事業を開始。
- 1995年（平成7年）4月 - さくら観光自動車を合併。
- 1999年（平成11年）から2002年（平成14年）にかけて、次々と東武バスから営業所が移管。以下、（）内は移管元の東武の営業所・出張所名。
  - 1999年（平成11年）10月：久喜（幸手出張所）、太田（太田出張所）。
  - 2000年（平成12年）
    - 4月：境（境出張所）、加須（加須営業所）、本庄（本庄出張所）。
    - 10月：越谷（越谷営業所）、春日部（春日部出張所）、加須（行田出張所）。

  - 2002年（平成14年）4月：菖蒲（菖蒲出張所）。菖蒲営業所開設以降は、東武バス自体の分社化により一段落している。
  - 2002年（平成14年）3月：春日部営業所を閉鎖。路線は杉戸と越谷へ移管。
- 2008年（平成20年）11月30日をもって、境営業所、杉戸営業所での貸切バス事業を終了。朝日自動車本体での貸切バス事業はなくなった（越谷、加須、久喜、杉戸、菖蒲、本庄の営業所で、路線バスタイプの車両を用いた貸切バス事業は継続）。
- 2019年（令和元年）12月23日 - バスロケーションシステム『朝日自動車バスナビ』を導入[2]。
- 2024年（令和6年）9月12日 - X公式アカウントを開設。

## 事業所
- 管理本部：東京都墨田区向島一丁目33番12号 第二東武館5階（グループ会社の統轄業務を行う）
- 本社事務所：埼玉県越谷市大字袋山1119番地

### 営業所
- 越谷営業所（乗合バス、貸切バス） - 現在地に営業所を開設した当初は、草加営業所のタクシーの無線配車も行っていた。
- 北越谷営業所（タクシー）
- 杉戸営業所（乗合バス、貸切バス、タクシー）
- 加須営業所（乗合バス、貸切バス、タクシー）
- 久喜営業所（乗合バス、貸切バス、労働組合） - 2022年7月14日までは、タクシーも営業していた[3]。
- 本庄営業所（乗合バス、貸切バス、タクシー）
- 境営業所（乗合バス、タクシー）
- 太田営業所（乗合バス、タクシー）
- 菖蒲営業所（乗合バス、貸切バス）
- (仮)春日部営業所(2代)…工事中
東武バスから移管され、2002年まで上大増新田(春日部共栄高校南側)存在した春日部営業所(初代)とは異なり、谷原新田(秀和記念病院隣接)に新設 (予定)[4]。ただしこれは法的な建築計画から読み取れる情報のみであり、開所時期や既存営業所・路線の再編等、営業的な計画をはじめとした新営業所開設計画については2024年3月15日現在、朝日自動車より公表は一切されておらず、「春日部営業所」と名乗るかも不明。

### 桐生朝日自動車担当営業所
グループの桐生朝日自動車も、朝日自動車と同様に「朝日タクシー」のブランド名でタクシー事業を行っている。
- 桐生営業所（桐生朝日自動車本社）

### 廃止された営業所
- （旧）春日部営業所（バス）路線は越谷・杉戸営業所へ移管。営業所跡地は春日部共栄高校のグラウンドとなっている。
- 野田営業所（タクシー） - 2022年3月20日をもって営業終了[5]し、京成タクシー東葛（京成グループ、京成タクシーホールディングス傘下）へ譲渡され翌21日より同社の野田営業所となった[6]。その後、5月6日にその敷地に移転してきた京成タクシーあたご（旧・帝都あたごタクシー）に7月21日に統合、2025年3月1日には京成タクシーウエスト野田営業所に改組された。

以下は公式サイトの営業所一覧にないため、廃止されたものとして扱う。
- 草加営業所（タクシー） - 無線配車は北越谷営業所、開設当初は南越谷駅 - 花田・越谷市立図書館線のバス運行も担当していた。
- 羽生案内所（タクシー） - 運行管理および無線配車は加須営業所。
- 古河営業所（タクシー） - 運行管理および無線配車は境営業所。
- 薮塚営業所（タクシー） - 無線配車は太田営業所。
- 大泉案内所（タクシー） - 運行管理および無線配車は太田営業所。施設は現存し、西小泉駅前の待機所として使用。
- 韮川案内所（タクシー） - 運行管理および無線配車は太田営業所。
- 川越営業所（タクシー）
- 館林営業所（タクシー）
- 本中野駅構内案内所（タクシー） - 運行管理および無線配車は館林営業所。
- 足利営業所（タクシー）
- 助戸営業所（タクシー） - 運行管理および無線配車は足利営業所。
- 江戸川台営業所（タクシー） - 無線配車は野田営業所。2015年1月25日に野田営業所に統合。
- 大間々営業所（タクシー、桐生朝日自動車） - 閉鎖時期等詳細不明

## コミュニティバス
朝日自動車では、以下の自治体のコミュニティバスを運行受託している。※印は全路線受託ではなく、他社受託路線もある。

### 東京都
- 足立区「はるかぜ」- 越谷 ※

### 埼玉県
- 春日部市「春バス」- 杉戸[7]
- 加須市「かぞ絆号」- 加須[7] ※
- 行田市「行田市内循環バス」- 加須[7] ※
- 鴻巣市「フラワー号」- 加須[7] ※
- 羽生市「あい・あいバス」- 加須[7]
- 草加市「パリポリくんバス」- 越谷[7] ※
- 杉戸町「杉戸町内巡回バス「あいあい号」」- 杉戸[7] ※
- 宮代町「宮代町町内循環バス」- 久喜[7]
- 上尾市「ぐるっとくん」- 菖蒲[7] ※
- 本庄市デマンド交通 - 本庄[7]
  - 「はにぽん号」（本庄北区域、本庄南区域、児玉市街地区域）[7]
  - 「もといずみ号」（児玉山間区域）[7]

### 千葉県
- 野田市「まめバス」- 境[7] ※

### 茨城県
- 五霞町「ごかりん号」- 久喜[7]

## 車両

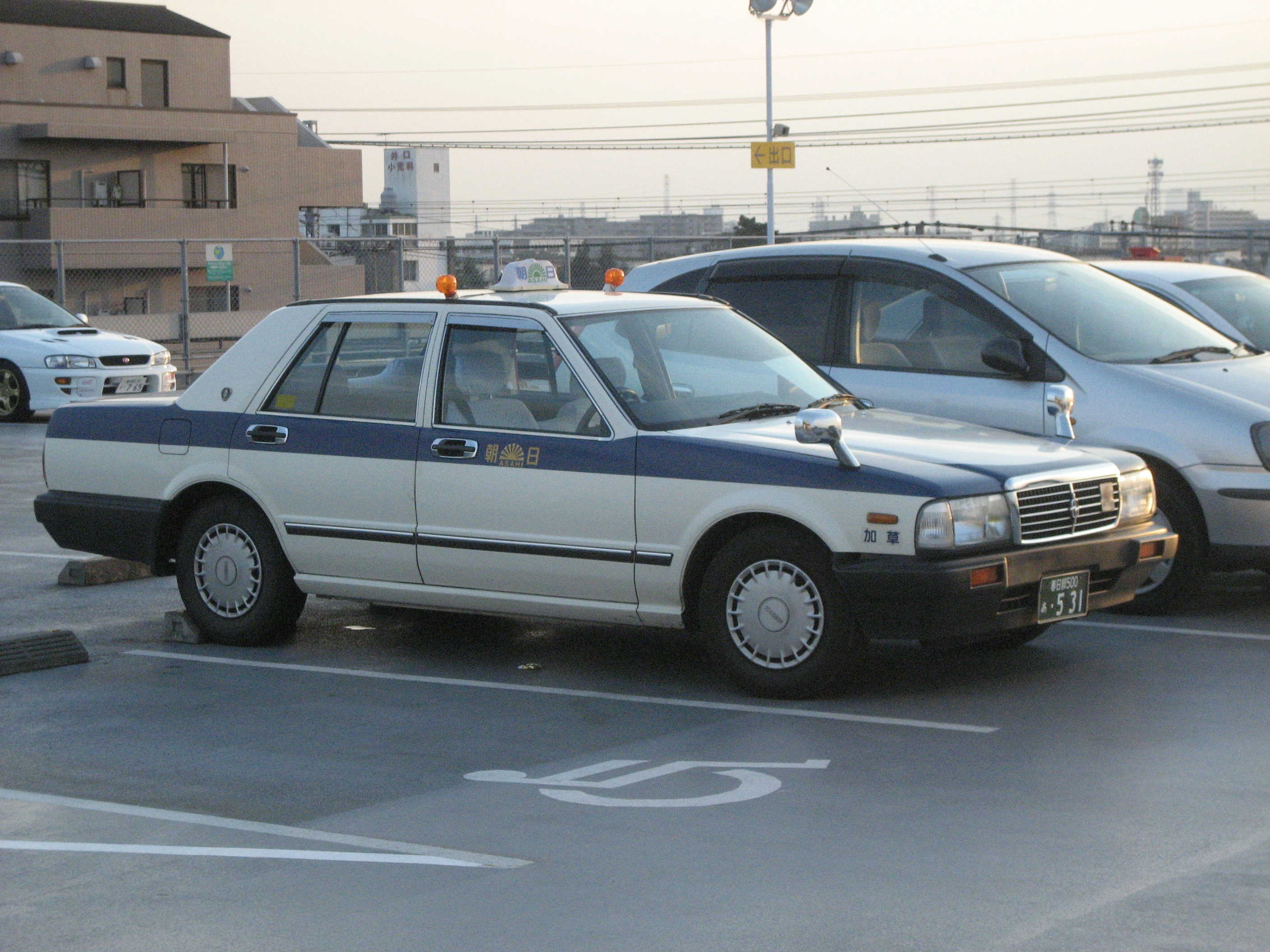
朝日自動車のタクシー（朝日タクシー）
車種：日産・セドリック営業車

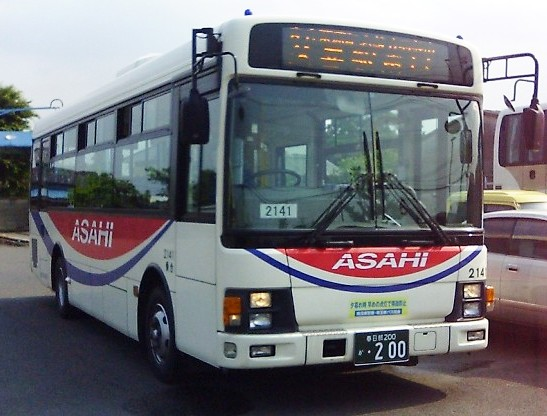
朝日自動車のバス（朝日バス）

2020年6月現在の車両数は、路線バス314両、貸切バス6両、 特定バス21両、タクシー100両。

### タクシー
クラウンコンフォート・デラックスAパッケージとセドリック・カスタム（1999年まではグロリア）の両車が主力だが、群馬県内の一部営業所では小型料金のコンフォートも在籍するほか、かつて存在した千葉県内の営業所にはプリウスαも在籍していた。基本的にはクリーム色の車体に藍色の帯を巻いており、車体表記の文字等は金色となっている。クラウンコンフォートは一部営業所で黒塗りも導入されているほか、かつては法人タクシーでは珍しい6気筒エンジン搭載のセドリック/グロリア・クラシック（黒塗り）が存在した。

### 路線バス
中型車が主流である。ほとんどがオートマチック車で、マニュアル車は少ない。
メーカー別では日野・いすゞが大半を占める。他は三菱ふそう車が菖蒲営業所に、日産ディーゼル車は本庄・太田にそれぞれ導入されたが現存しない。コミュニティバス用にはトヨタ車（ハイエース）も使用される。
2023年度末時点で乗合バス車両の100 %がノンステップバス（適用除外車両を除く）である。かつてはワンステップ車が主流であった。
車両デザインは白地に赤い半円（楕円）を窓下に配し、その周りに青い線が巻かれている。赤い部分に白抜き斜体で「ASAHI」と入る。1998年に登場したデザインで、翌1999年末頃からは旧塗装車（1993年以降に製造された車両）の塗り替えもされている。初期に新塗装化された車両については、「ASAHI」の文字が小ぶりだったが、2001年以降の新塗装化施工車および増備車については「ASAHI」の文字が大きめになった。
旧塗装は濃い青と薄いグレーだった。東武バスから路線とともに移管された車両には、東武バスカラーのまま表記のみ「朝日バス」と書きかえて使われたものもあった。
なお、現行路線車と共通のデザインは同じ東武系列（朝日自動車グループ）の川越観光自動車（1998年から）、国際ハイヤー（現・国際十王交通、同所でバス事業開始の2001年から）でも導入している。また関越交通・日光交通でもグループ内移籍等により導入されている。一方、グループ内でも茨城急行自動車、阪東自動車では朝日カラーは導入されていない。
廃車車両は関越交通、日光交通など朝日グループ内の移籍や弘南バス、グリーン観光バスなど地方のバス事業者へ転売されている。また朝日自動車内で経年車を置き換えるため、自動車NOx・PM法の規制対象区域内から規制対象外地域の営業所への移籍もされている。

### 社番
| 2    | 262      |
| ---- | -------- |
| 記号 | 固有番号 |

- 記号
1000番台…小型車
2000番台…中型車[注釈 1]
3000番台…導入当初からの生え抜きの貸切登録車
5000番台…大型車
- 固有番号
  - 001から999までの連番

上記の法則により、「2262」は中型車の262号車ということになる。

### ギャラリー

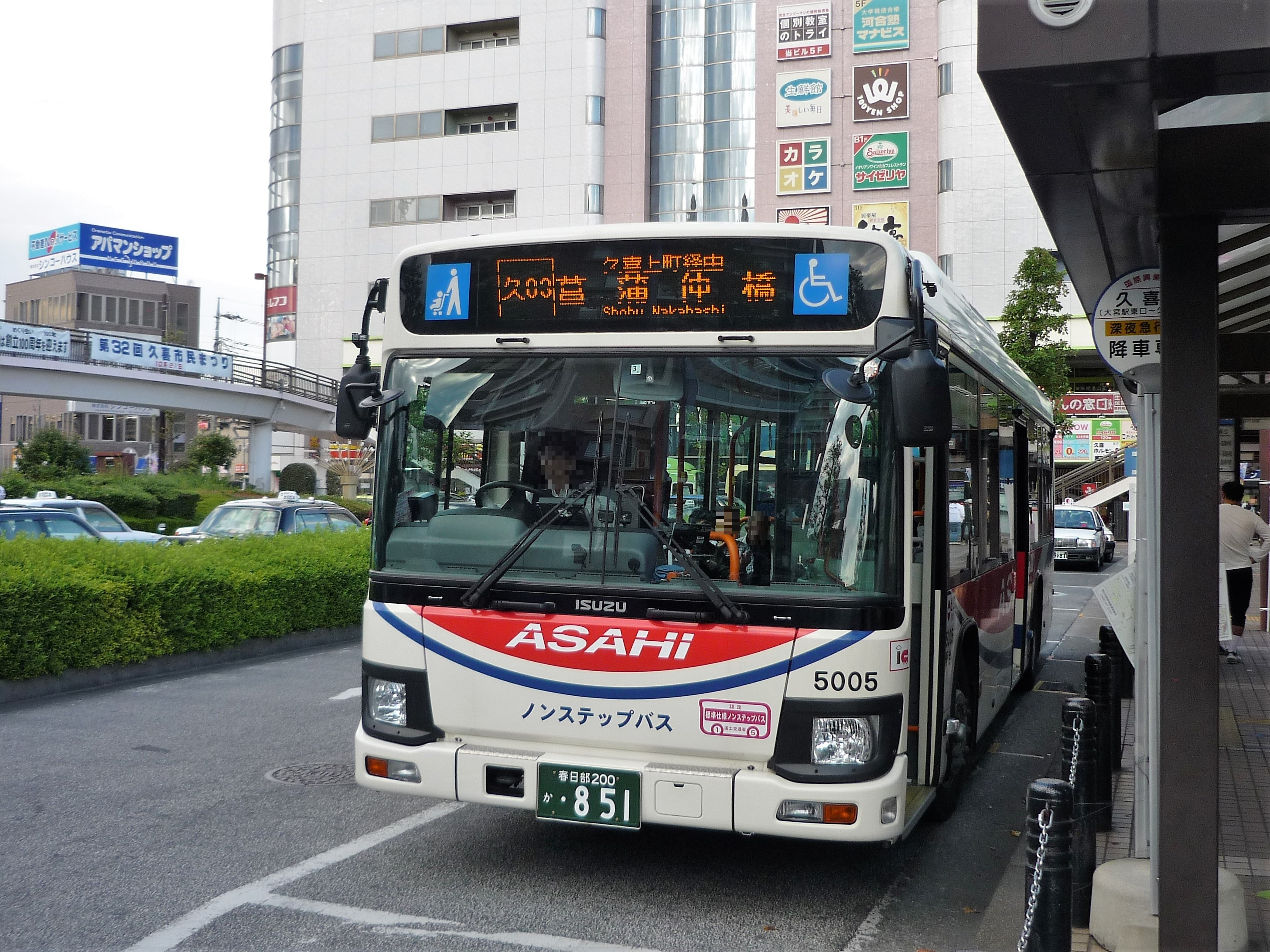
大型車（エルガ）
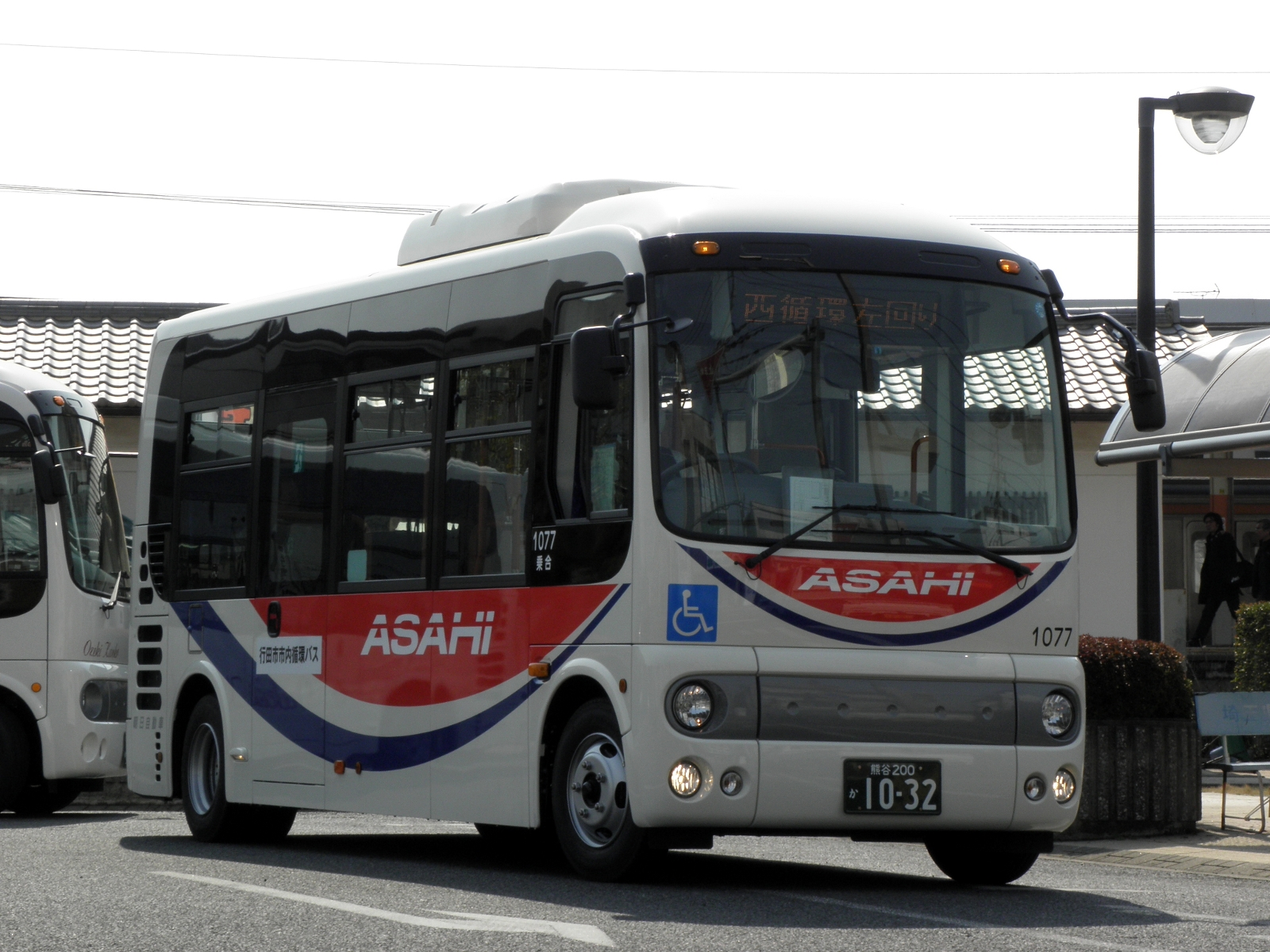
小型車（ポンチョ）
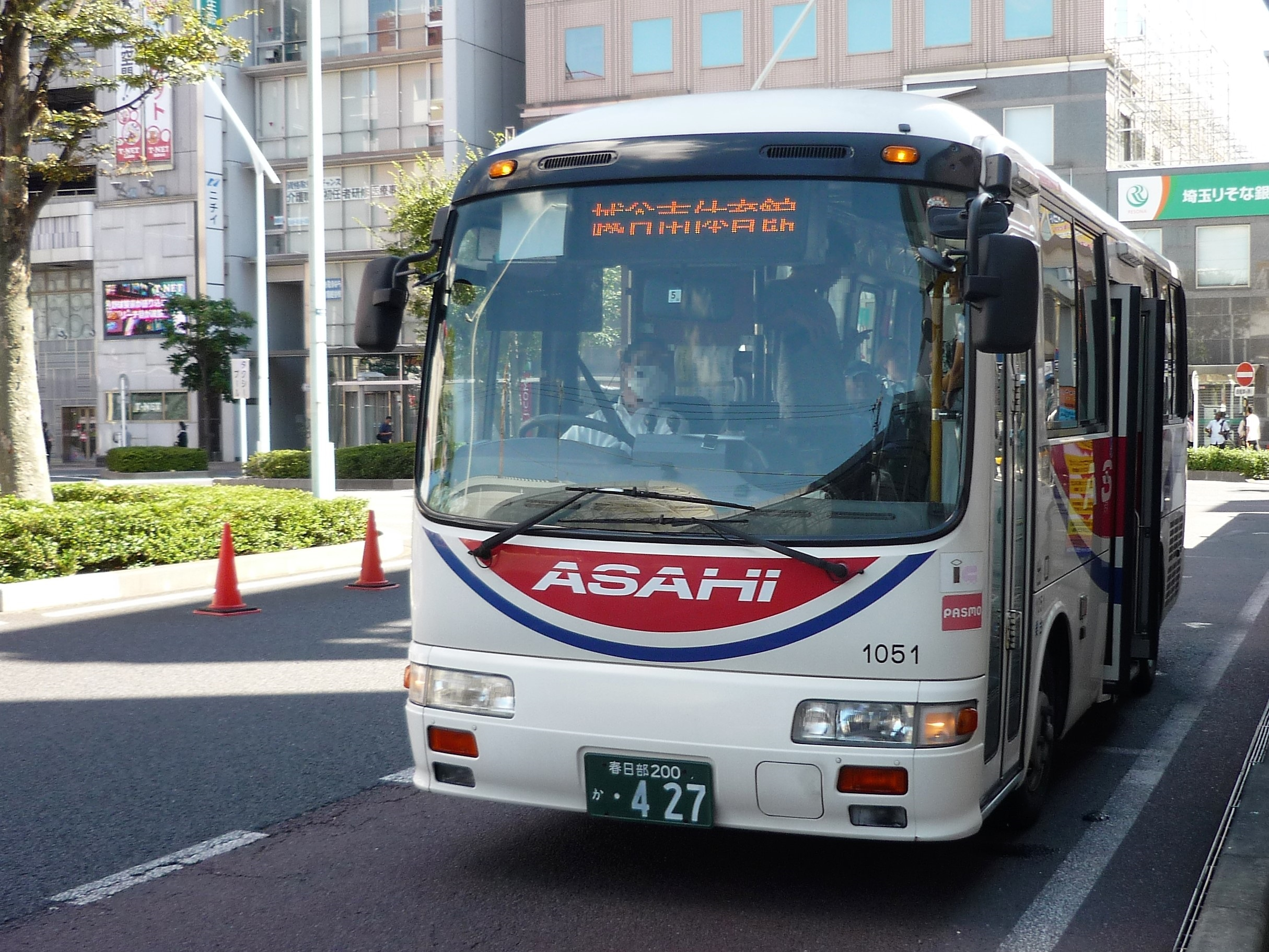
小型車（リエッセ）
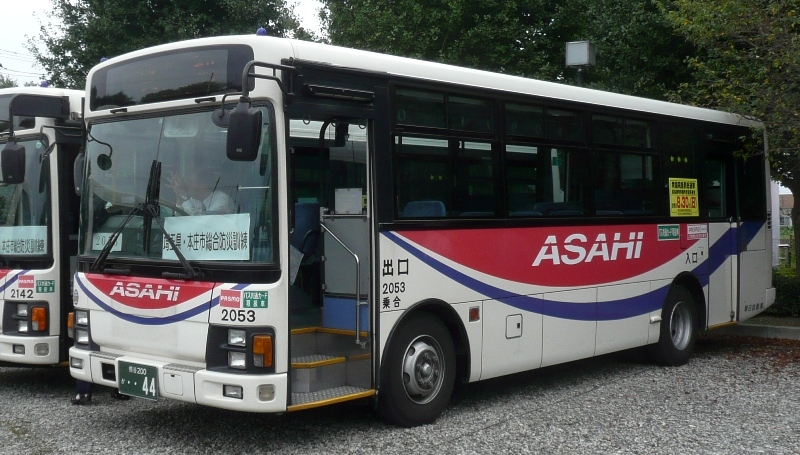
ツーステップ時代は前後扉であった（エルガミオ）
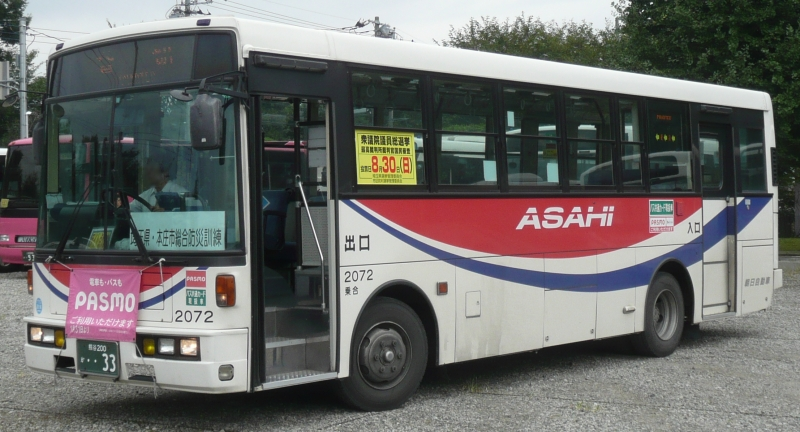
かつて存在した日産ディーゼル車 (RM)
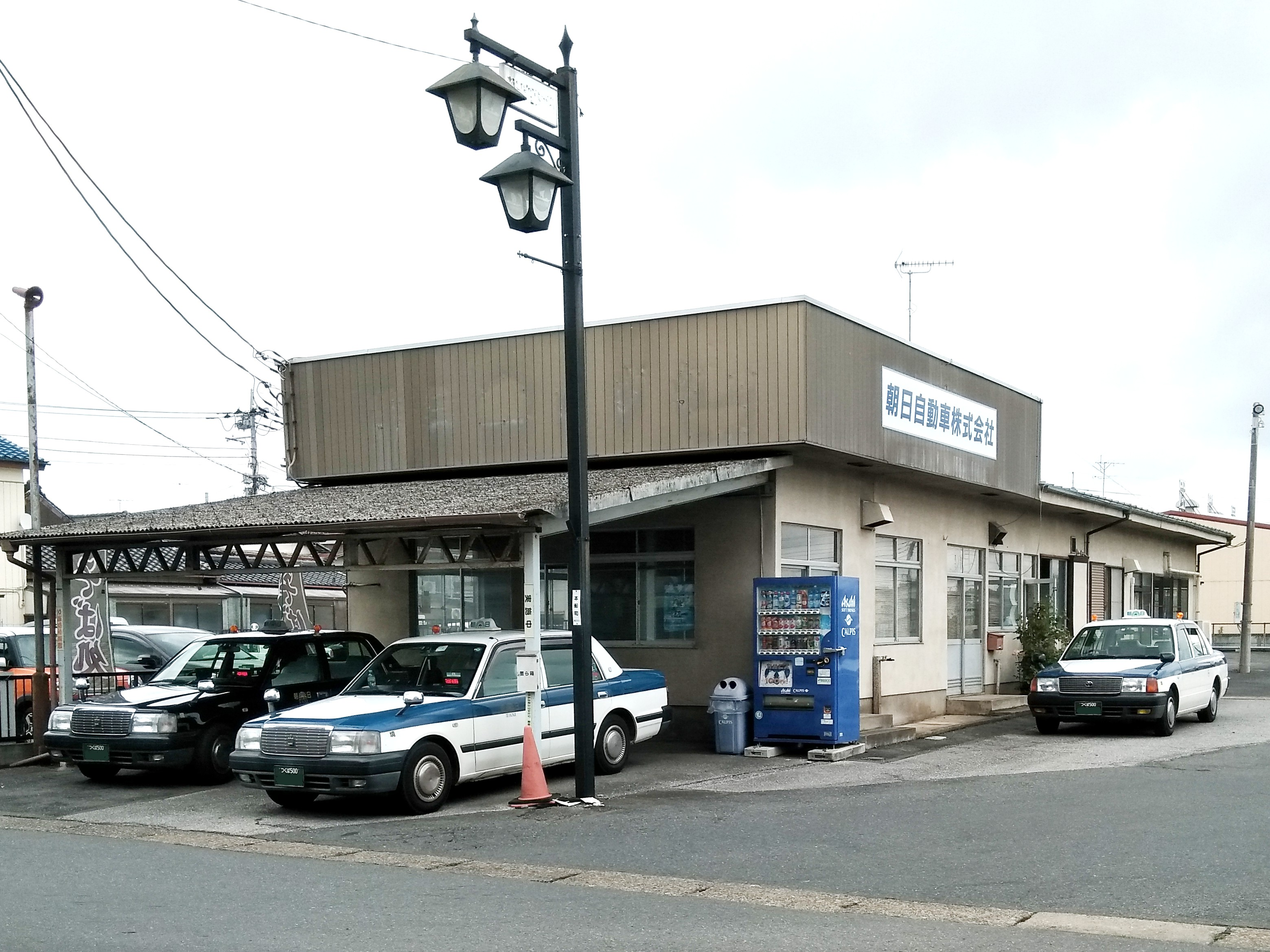
クラウンコンフォートとコンフォート

## 運賃・定期券
バス運賃は現金支払いでは10円単位、ICカード利用時は埼玉県内・東京都内（埼玉県と群馬県・茨城県・千葉県をまたぐ場合を含む）が10円単位、群馬県内・茨城県内・千葉県内が1円単位となる。一部区間では、利用促進を図るため特別初乗り運賃としてワンコイン（100円）を実施しているが、通常初乗り運賃に変更されるケースが出ている。
ICカードPASMOは2007年12月15日の越谷営業所を最初に順次導入され、2009年2月21日の太田営業所をもって全営業所へ導入された。交通系ICカード全国相互利用サービスに対応しており、Suicaなども共通利用可能。PASMO・Suica利用時の「バス利用特典サービス（バス特）」は2021年3月31日にサービスを終了した。ICカード導入前は、バス共通カードが、東武鉄道から移管される前から利用可能であった（すでに利用・払戻とも終了している）。
定期券は従来からの紙式（通勤・通学、1か月または3か月）のほか、ウェルネットが提供するスマートフォンアプリ「バスもり!」によるスマホ定期券（降車時に表示画面を乗務員に提示する。通勤定期のみ）を一部路線で導入している。PASMO・SuicaによるIC定期券は導入されていない。
他に特殊な定期券として以下の2つがある。いずれも対象者を限って一定範囲のバスが乗り放題となるもの。期限は6か月または1年。
- 朝日自動車グループ共通学生フリーパス
  - 学生が対象。グループ5社（朝日自動車・川越観光自動車・阪東自動車・茨城急行自動車・国際十王交通）の路線が乗り放題。
  - 2016年度までは「特殊通学定期券」として朝日自動車の路線のみ利用可能であった[16]が、2017年度以降は「朝日自動車グループ共通学生フリーパス」として利用範囲をグループ5社に拡大した[17]。
- アクティブシニアパス
  - 70歳以上が対象。こちらは朝日自動車の路線と茨城急行自動車・国際十王交通の一部路線（いずれも朝日自動車の路線と重複する区間に限る）のみ有効。